# Свети Георги (Влашка Блаца)
Вижте пояснителната страница за други значения на Свети Георги.
„Свети Георги“ (на гръцки: Άγιος Γεώργιος) е православна църква в градчето Влашка Блаца (Власти), Егейска Македония, Гърция, част от Сисанийската и Сятищка епархия.
Църквата е базилика, разположена в източния край на Блаца. Тя е вторият по възраст храм в градчето. Има икони, датиращи от 1818-1820 и се смята, че е построена по същото време. Има два входа с дъбови врати, женска църква и дървена камбанария. Обновена е от основи през 1959 година.